# Marathon Cup 4 2024
De Marathonschaatsen 2024/2025 Marathon Cup 4 was de derde wedstrijd van het Marathonseizoen die op zaterdag 9 november 2024 plaatsvond in Thialf in Heerenveen. Er was geen wedstrijd voor de beloften mannen en vrouwen. De wedstrijd was direct na het Wereldbekerkwalificatietoernooi schaatsen 2024/2025. Vanwege het Wereldbekerkwalificatietoernooi werden de wedstrijden ingekort door bij de mannen van 125 ronden naar 100 ronden te gaan en bij de vrouwen van 80 ronden naar 60 ronden te gaan, hierdoor waren er ook minder punten te verdienen voor het klassement. Zo kreeg alleen de top tien punten, en de winnaar tien punten in plaats van vijfentwintig. 
Klassementsleider Luc ter Haar won na zijn NK marathon titel de tweede schaatsmarathon overwinning uit zijn carrière. In een verkorte koers die ondanks de vele aanvallen uit leek te draaien op een massasprint pleegde Ter Haar een ware coup. Solo ontsnapte hij uit het peloton pakte een voorsprong, kreeg hulp van afgezakte ploeggenoten en bleef solo in de finale de jagende achtervolgers voor. In de sprint legde Tjerk de Boer beslag op de tweede plaats, een moegestreden Bart Swings kwam vallend als derde over de meet. De Belg deed dat na op de streep moegestreden ten val zijn gekomen. Harm Visser eindigde net naast het podium. Marijke Groenewoud won voor de vierde achtereenvolgende keer weer de Marathon cup. Het was halverwege de kortere koers een viertal met wittepakdraagster Bente Kerkhoff, Sofia Schilder, Lianne van Loon en Veerle van Koppen die de definitieve ontsnapping creëerde. Groenewoud was het vervolgens die zelf het gevaar inzag en van uit het peloton versnelde. Zij kreeg Esther Kiel, Elsemieke van Maaren, Tessa Snoek en in eerste instantie ook Nienke Smit met haar mee. Smit moest afhaken maar de andere vier sloten bij het leidende viertal aan en zette het peloton op een ronde. In de finale die volgde moest Van Koppen na een val achtervolgen en na dat ze aan was gesloten was zij het die ook nog eens de aanval koos. Groenewoud controleerde de finale volledig en ook toen Lianne van Loon met een vroege sprint de anderen probeerde te verschalken was Groenewoud alert en liet dit niet gebeuren. In de sprint maakte de klassementsleidster het vervolgens ook af voor Esther Kiel en Bente Kerkhoff die als de nummer drie naar het podium mocht.

## Tijdschema
| Datum                    | Tijd (CET) | Onderdeel           |
| ------------------------ | ---------- | ------------------- |
| Zaterdag 9 november 2024 | 17:50      | Top-divisie vrouwen |
| Zaterdag 9 november 2024 | 18:40      | Top-divisie mannen  |

## Podia
| Klasse              | Eerste             | Tweede        | Derde          |
| ------------------- | ------------------ | ------------- | -------------- |
| Top-divisie mannen  | Luc ter Haar       | Tjerk de Boer | Bart Swings    |
| Top-divisie vrouwen | Marijke Groenewoud | Esther Kiel   | Bente Kerkhoff |

## Uitslag Top-divisie mannen[2]
| #      | Rijder            | Nationaliteit | Ploeg                             | Ronde | Punten |
| ------ | ----------------- | ------------- | --------------------------------- | ----- | ------ |
| Goud   | Luc ter Haar      | Nederland     | Bouwselect / De Haan Westerhoff   | 80    | 10,1   |
| Zilver | Tjerk de Boer     | Nederland     | Royal A-ware                      | 80    | 9      |
| Brons  | Bart Swings       | België        | OKAY/Interfarms                   | 80    | 8      |
| 4      | Harm Visser       | Nederland     | Team Essent                       | 80    | 7      |
| 5      | Lars Woelders     | Nederland     | Sprog                             | 80    | 6      |
| 6      | Maikel Stam       | Nederland     | VGR Sport / Galesloot constructie | 80    | 5      |
| 7      | Ruben Ligtenberg  | Nederland     | Sprog                             | 80    | 4      |
| 8      | Jorian ten Cate   | Nederland     | OKAY/Interfarms                   | 80    | 3      |
| 9      | Niels Immerzeel   | Nederland     | VGR Sport / Galesloot constructie | 80    | 2      |
| 10     | Christian Haasjes | Nederland     | Bouwselect / De Haan Westerhoff   | 80    | 1      |
| 11     | Axel Koopman      | Nederland     | VGR Sport / Galesloot constructie | 80    |        |
| 12     | Jordy Harink      | Nederland     | Royal A-ware                      | 80    |        |
| 13     | Daan Gelling      | Nederland     | Royal A-ware                      | 80    |        |
| 14     | Daan Berkhout     | Nederland     | Team Reggeborgh                   | 80    |        |
| 15     | Joël Haasjes      | Nederland     | Arbeidsrecht de Graaf             | 80    |        |
| 16     | Bart Mol          | Nederland     | A6.nl / KMC                       | 80    |        |
| 17     | Luuk Loohuis      | Nederland     | Port of Amsterdam / SKITS         | 80    |        |
| 18     | Wisse Slendebroek | Nederland     | Royal A-ware                      | 80    |        |
| 19     | Jan-Willem Broos  | Nederland     | Port of Amsterdam / SKITS         | 80    |        |
| 20     | Koen de Best      | Nederland     | Port of Amsterdam / SKITS         | 80    |        |

80 ronden
0:38:51uur (gem. 29,1sec) 49,4km/h

## Uitslag Top-divisie vrouwen[3]
| #      | Rijder               | Nationaliteit | Ploeg                               | Ronde | Punten |
| ------ | -------------------- | ------------- | ----------------------------------- | ----- | ------ |
| Goud   | Marijke Groenewoud   | Nederland     | Team Albert Heijn Zaanlander        | 60    | 15,1   |
| Zilver | Bente Kerkhoff       | Nederland     | Team Albert Heijn Zaanlander        | 60    | 14     |
| Brons  | Esther Kiel          | Nederland     | Puur ICT-BTZ                        | 60    | 13     |
| 4      | Sofia Schilder       | Nederland     | Wokke Vastgoed                      | 60    | 12     |
| 5      | Elsemieke van Maaren | Nederland     | OKAY/Interfarms                     | 60    | 11     |
| 6      | Lianne van Loon      | Nederland     | OKAY/Interfarms                     | 60    | 10     |
| 7      | Veerle van Koppen    | Nederland     | Puur ICT / BTZ                      | 60    | 9      |
| 8      | Tessa Snoek          | Nederland     | VGR Sport / Vreugdenhil Dairy Foods | 60    | 8      |
| 9      | Nikki Noordergraaf   | Nederland     | OKAY/Interfarms                     | 60    | 2      |
| 10     | Jet Fransen          | Nederland     | Wokke Vastgoed                      | 60    | 1      |
| 11     | Janne Berkhout       | Nederland     | Turner                              | 60    |        |
| 12     | Tjilde Bennis        | Nederland     | Turner                              | 60    |        |
| 13     | Hilde Noppert        | Nederland     | Bouwbedrijf De Vries                | 60    |        |
| 14     | Patricia Koot        | Nederland     | Victron Energy                      | 60    |        |
| 15     | Eline van Voorden    | Nederland     | Fortune Coffee                      | 60    |        |
| 16     | Maaike Verweij       | Nederland     | Team Albert Heijn Zaanlander        | 60    |        |
| 17     | Iris Tiben           | Nederland     | Wokke Vastgoed                      | 60    |        |
| 18     | Beau Wagemaker       | Nederland     | A6.nl / KMC                         | 60    |        |
| 19     | Manon Gremmen        | Nederland     | Husqvarna / Praktijk Centrum Bomen  | 60    |        |
| 20     | Pien van den Bos     | Nederland     | Wokke Vastgoed                      | 60    |        |

60 ronden
0:32:56uur (gem. 32,9sec) 43,7km/h

### Snelste wedstrijdgemiddelde
| Klasse              | Snelste gemiddelde       | Tijd     | Ronden | Schaatsster        | Nationaliteit | Ploeg                           |
| ------------------- | ------------------------ | -------- | ------ | ------------------ | ------------- | ------------------------------- |
| Top-divisie Mannen  | 49,4 km/h (gem. 29,1sec) | 00:38:51 | 80     | Luc ter Haar       | Nederland     | Bouwselect / De Haan Westerhoff |
| Top-divisie Vrouwen | 43,7 km/h (gem. 32,9sec) | 00:32:56 | 60     | Marijke Groenewoud | Nederland     | Team Albert Heijn Zaanlander    |

Marathon Cup 1 · 
Marathon Cup 2 · 
Marathon Cup 3 ·
Marathon Cup 4 · 
Marathon Cup 5 · 
Marathon Cup 6 · 
Marathon Cup 7 · 
Marathon Cup 8 · 
De Vier van Noord-Holland 1 · 
De Vier van Noord-Holland 2 · 
De Vier van Noord-Holland 3 · 
De Vier van Noord-Holland 4 · 
Marathon Cup 9 · 
NK kunstijs · 
Marathon Cup 10 · 
Marathon Cup 11 · 
Marathon Cup 12 · 
Marathon Cup 13 · 
Grand Prix 1 · 
Open NK natuurijs · 
Grand Prix 2 · 
Grand Prix 3 · Marathon Cup 14 · 
Marathon Cup 15 · 
Grand Prix 4 · 
Grand Prix 5 · 
Grand Prix 6 ·  
Marathon Cup 16  · 
Klassementen: KNSB Cup ·
Jongeren · 
Ploegen ·
Grand Prix ·
Club-assistent Brabantcup ·
De Vier van Noord-Holland
Lijst van schaatsmarathonrijders 2024/2025